# Raubíř Ralf
Raubíř Ralf (v originále Wreck-It Ralph) je počítačem animovaný 3D film vyrobený Walt Disney Animation Studios z roku 2012 distribuovaný společností Falcon. Jde o 52. animovaný celovečerní snímek ze série animované klasiky Walta Disneye (klasická animovaná disneyovka). Byl režírován Richem Moorem, režisérem episod Futuramy a Simpsonových; scénář napsali Jennifer Lee a Phil Johnston. Disneyho vedoucí vývojář John Lasseter na filmu pracoval jako výkonný producent. Hlavním postavám propůjčili hlasy John C. Reilly, Sarah Silvermanová, Jack McBrayer a Jane Lynch. Film měl světovou premiéru 29. listopadu 2012.
Děj snímku pojednává o Ralfovi, jenž představuje zápornou postavu ve fiktivní videohře Opravář Felix Jr. (cílem hry je opravovat dům, který Ralf rozbíjí). Ralfa nemá nikdo rád, takže se rozhodne, že odejde a získá si slávu v jiné hře.

## Soundtrack
Soundtrack zkomponoval Henry Jackman. Japonská dívčí skupina AKB48 zpívá hlavní hudební téma filmu pod názvem „Sugar Rush“.

### Seznam skladeb
Hudbu složil(i) Henry Jackman (kromě 1–6). 
| Pořadí         | Název                                 | Umělec           | Délka |
| -------------- | ------------------------------------- | ---------------- | ----- |
| 1.             | When Can I See You Again?             | Owl City         | 3:38  |
| 2.             | Wreck-It, Wreck-It Ralph              | Buckner & Garcia | 2:59  |
| 3.             | Celebration                           | Kool & the Gang  | 3:40  |
| 4.             | Sugar Rush                            | AKB48            | 3:14  |
| 5.             | Bug Hunt (Noisia Remix)               | Skrillex         | 7:04  |
| 6.             | Shut Up and Drive                     | Rihanna          | 3:32  |
| 7.             | Wreck-It Ralph                        |                  | 1:33  |
| 8.             | Life in the Arcade                    |                  | 0:43  |
| 9.             | Jumping Ship                          |                  | 1:06  |
| 10.            | Rocket Fiasco                         |                  | 5:48  |
| 11.            | Vanellope von Schweetz                |                  | 2:57  |
| 12.            | Royal Raceway                         |                  | 3:23  |
| 13.            | Cupcake Breakout                      |                  | 1:12  |
| 14.            | Candy Vandals                         |                  | 1:39  |
| 15.            | Turbo Flashback                       |                  | 1:42  |
| 16.            | Laffy Taffies                         |                  | 1:35  |
| 17.            | One Minute to Win It                  |                  | 1:17  |
| 18.            | Vanellope's Hideout                   |                  | 2:33  |
| 19.            | Messing with the Program              |                  | 1:20  |
| 20.            | King Candy                            |                  | 2:11  |
| 21.            | Broken-Karted                         |                  | 2:49  |
| 22.            | Out of the Penthouse, Off to the Race |                  | 2:51  |
| 23.            | Sugar Rush Showdown                   |                  | 4:15  |
| 24.            | You're My Hero                        |                  | 4:16  |
| 25.            | Arcade Finale                         |                  | 3:19  |
| Celková délka: | Celková délka:                        | Celková délka:   | 70:36 |